# Basilica di San Servazio
La basilica di San Servazio, in olandese Sint-Servaasbasiliek, è la chiesa cattolica maggiore di Maastricht.
Rappresenta la chiesa più antica e il maggior esempio dell'architettura romanica nei Paesi Bassi.
La chiesa, costruita a partire dall'XI secolo, fu cattedrale della diocesi di Maastricht; dopo la soppressione della diocesi, fa parte della diocesi di Roermond.
Fu elevata al rango di Basilica minore il 14 maggio 1985 da papa Giovanni Paolo II.

## Storia

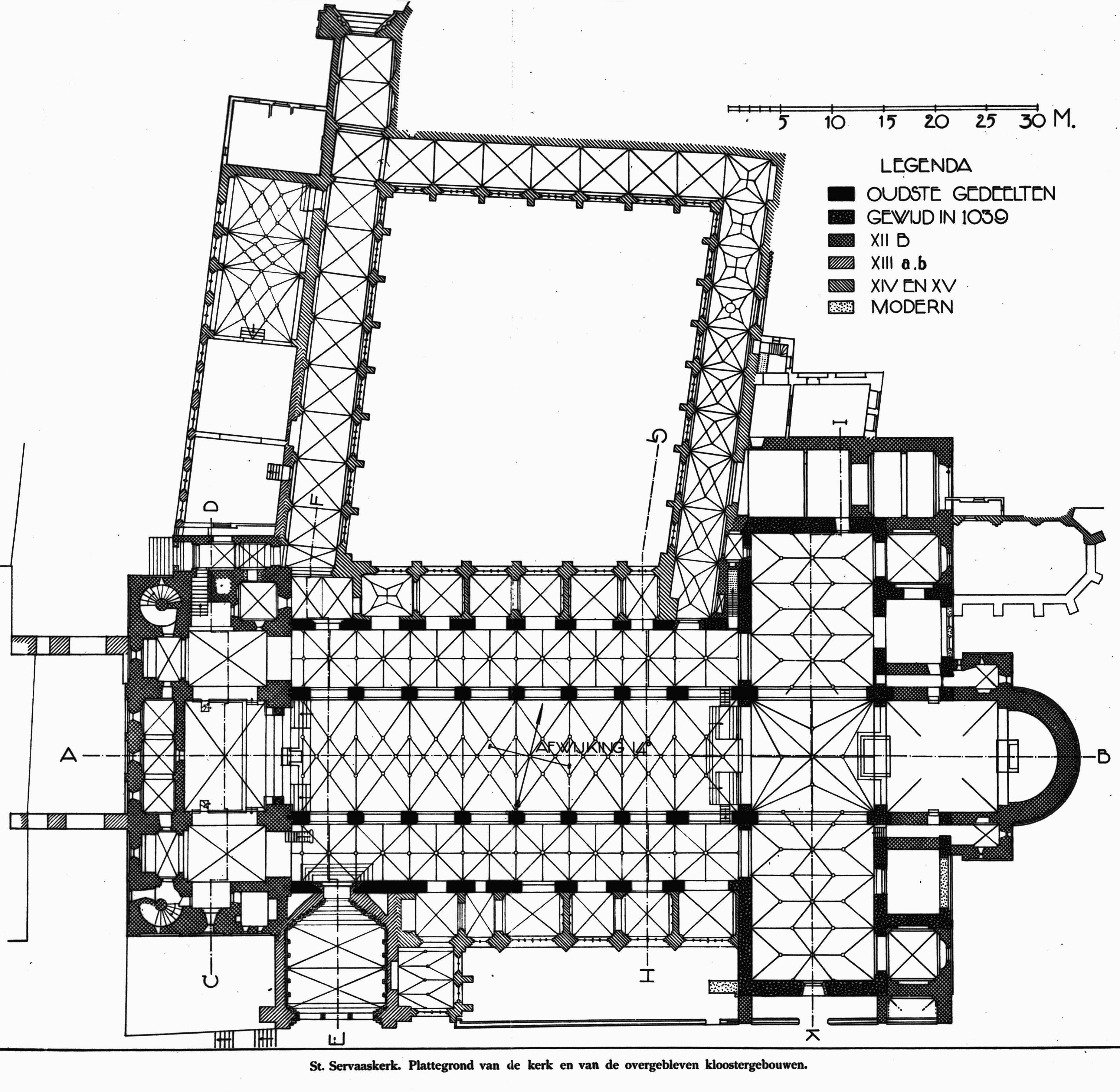
Pianta del complesso.

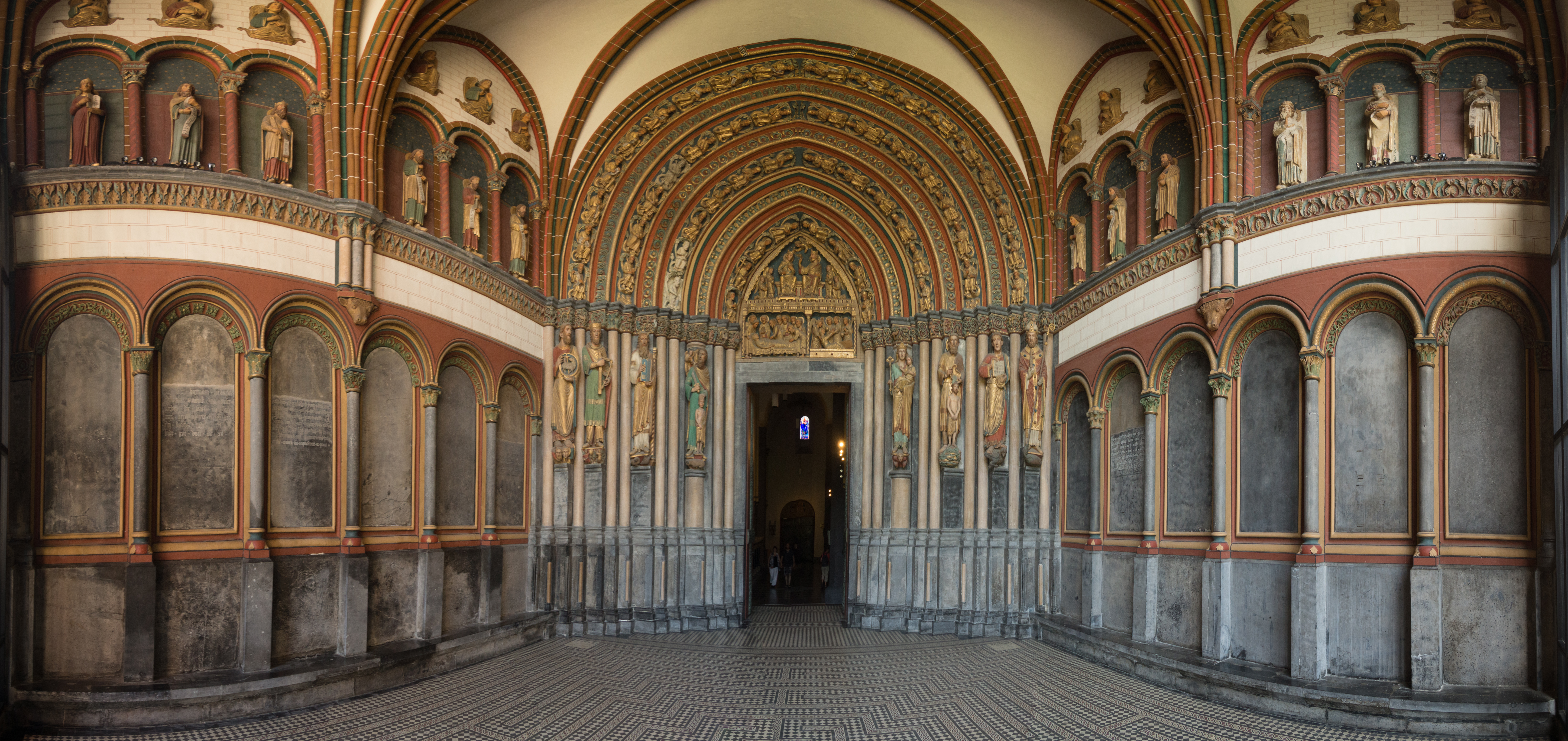
Il Bergportaal.

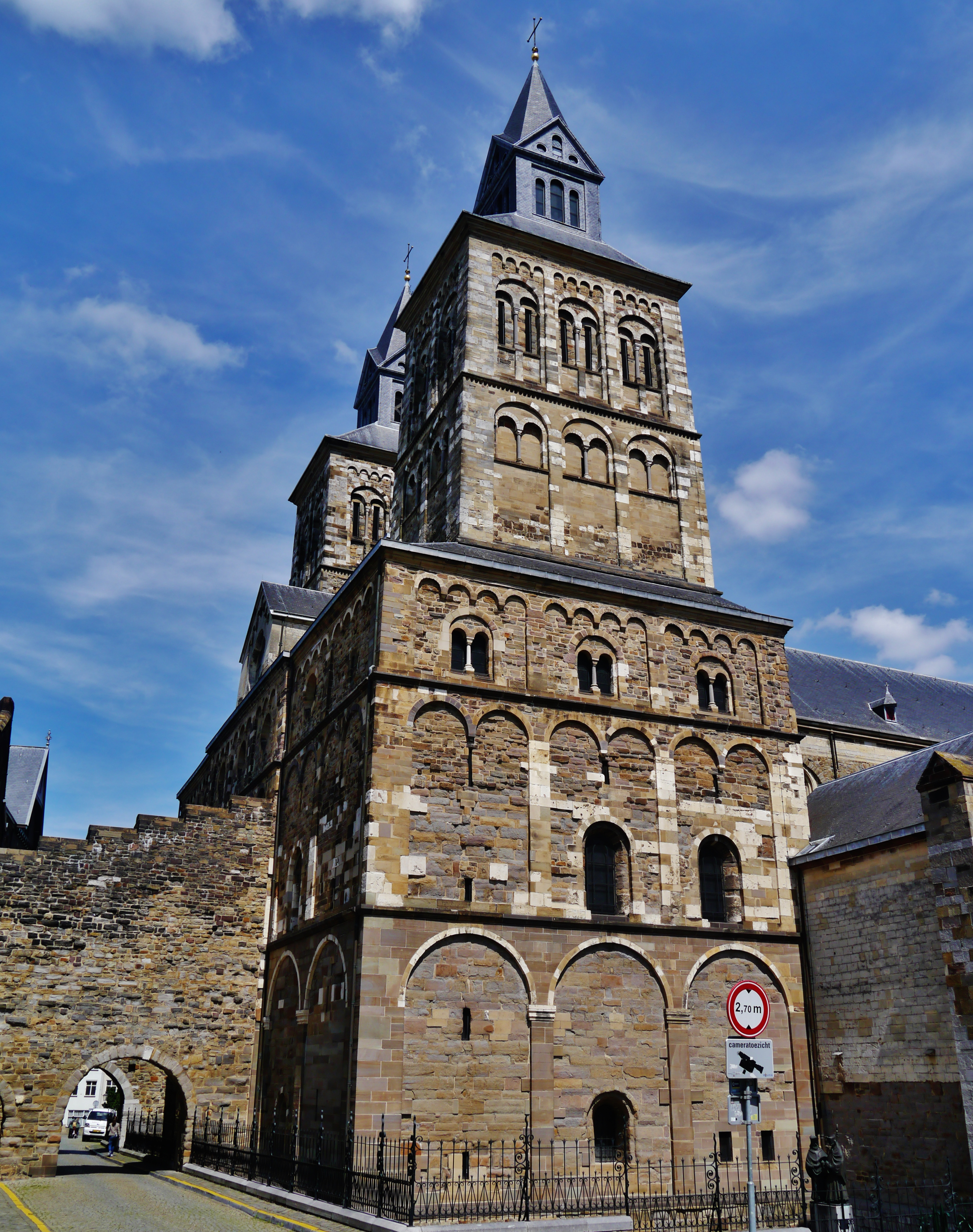
Il Westwerk.

### Origini
San Servazio, sotto la minaccia delle incursioni germaniche, si rifugiò a Maastricht ove morì 384.
Secondo il costume romano in voga all'epoca, venne sepolto lungo una via passante. Gli abitanti di Maastricht presto costruirono una cappella di legno sopra la tomba. Verso il 550 i vescovi cittadini San Monulfo e San Gondulfo sostituirono la cappella con una grande chiesa in pietrachiamata Magnum Templum.
Nel 737 Carlo Martello vinse i Saraceni a Narbona il giorno dell'anniversario della morte di San Servazio e ne attribuì questa vittoria al santo. Per ringraziamento, verso il 750, ne ricostruì la chiesa. Tuttavia quest'edificio andò distrutto dai Vichinghi nell'881.
Intorno all'anno 1000 il decano Gandolfo fece erigere un santuario con un deambulatorio attorno al sarcofago di San Servazio. Questo edificio venne consacrato nel 1039 alla presenza dell'imperatore Enrico III il Nero e di dodici vescovi.

### La chiesa attuale
Presto divenuta luogo di pellegrinaggi, il successore di Gandolfo, il decano Humbertus, riedifica una nuova chiesa ispirata alle basiliche romane, l'odierna.
Tra l'XI e il XII secolo vennero eretti il coro e l'abside e la costruzione venne ultimata nel 1180 con l'erezione del possente Westwerk.
Ma i lavori continuarono nei secoli successivi, nel XIV secolo l'abside venne affiancata da due torri quadrangolari e venne costruito il Bergportaal, portale gotico sul lato meridionale e le cappelle laterali. Tra il 1440 e il 1460 le navate e il transetto vennero corti da volte crociate ogivali.
In epoca barocca il coro venne ristrutturato e nel westwerk vennero erette tre guglie.
Tra il 1870 e il 1890 Pierre Cuypers intraprese grandi lavori di restauro. Riportò allo stile romanico il coro, rifece la copertura delle due torri del westwerk e sostituì la guglia centrale con un'alta costruzione neogotica; andata perduta durante l'incendio del 1955.

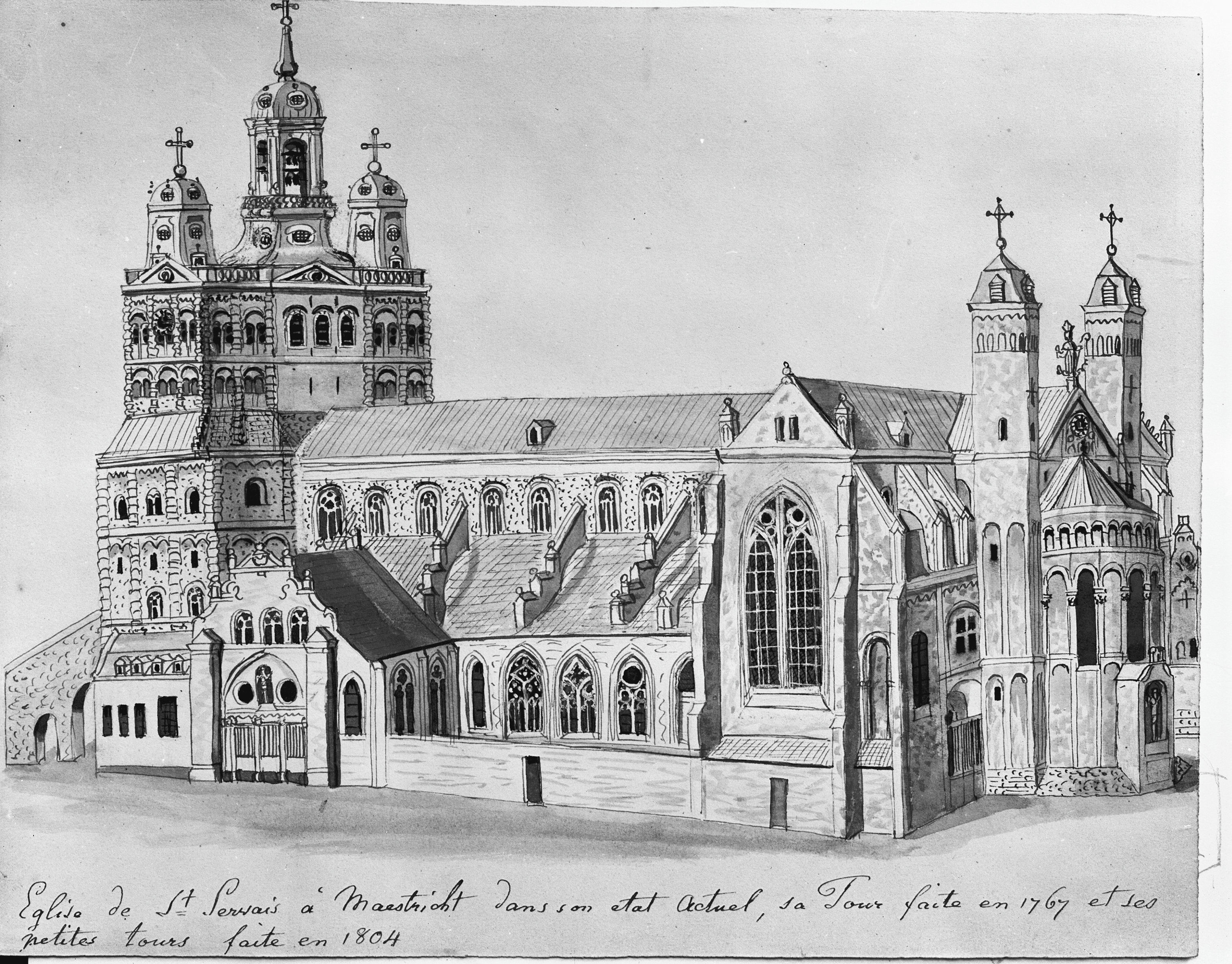
L'edificio in epoca barocca
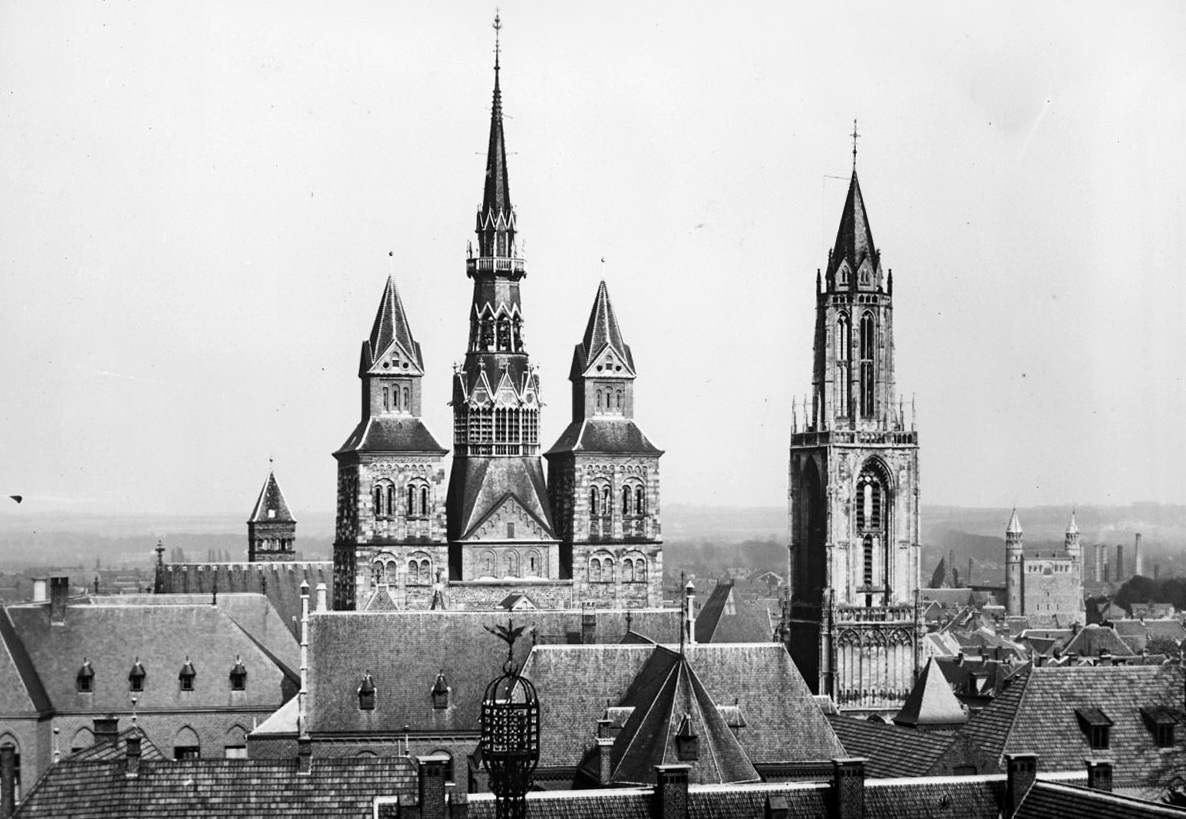
Le tre torri prima dell'incendio del 1955
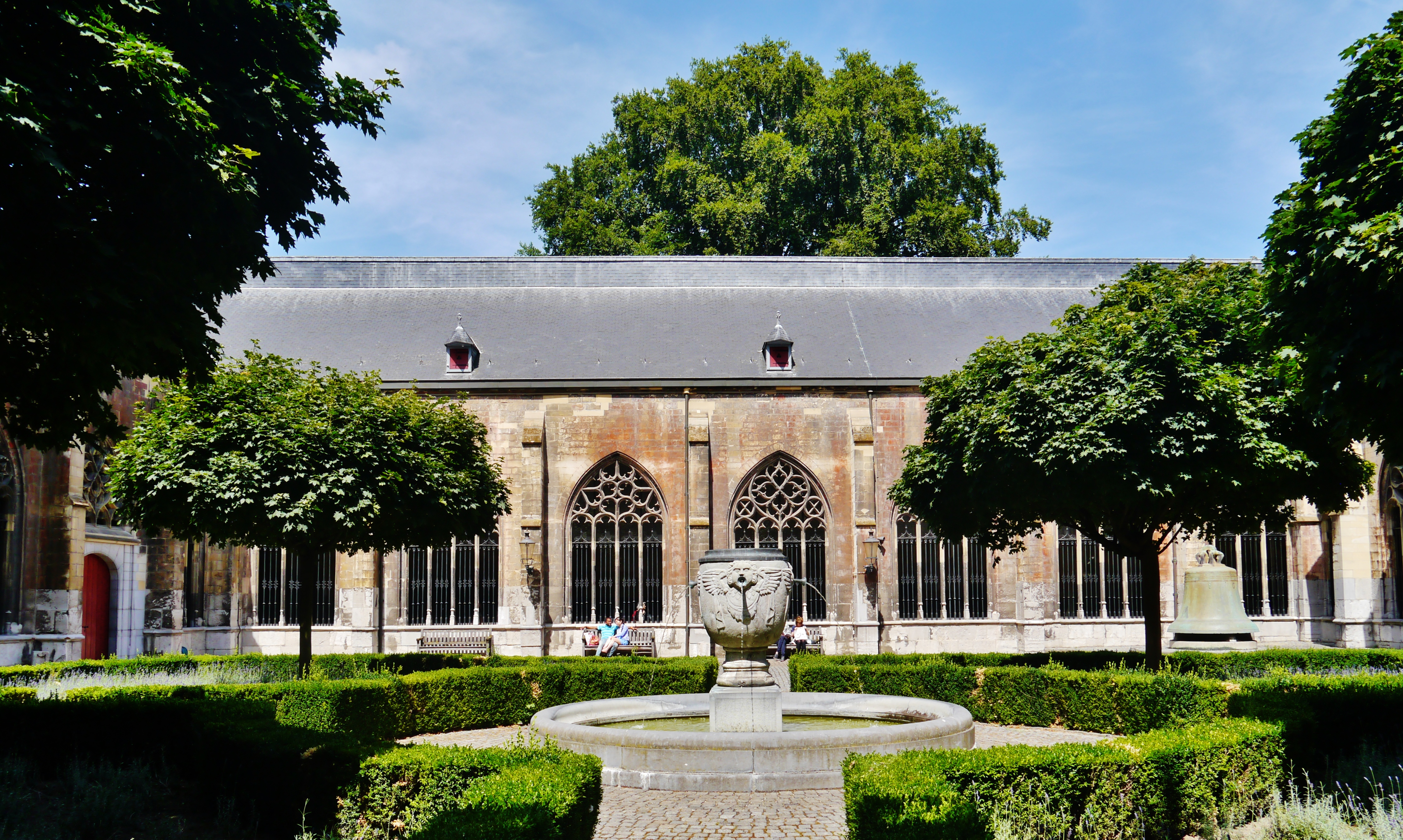
Il chiostro
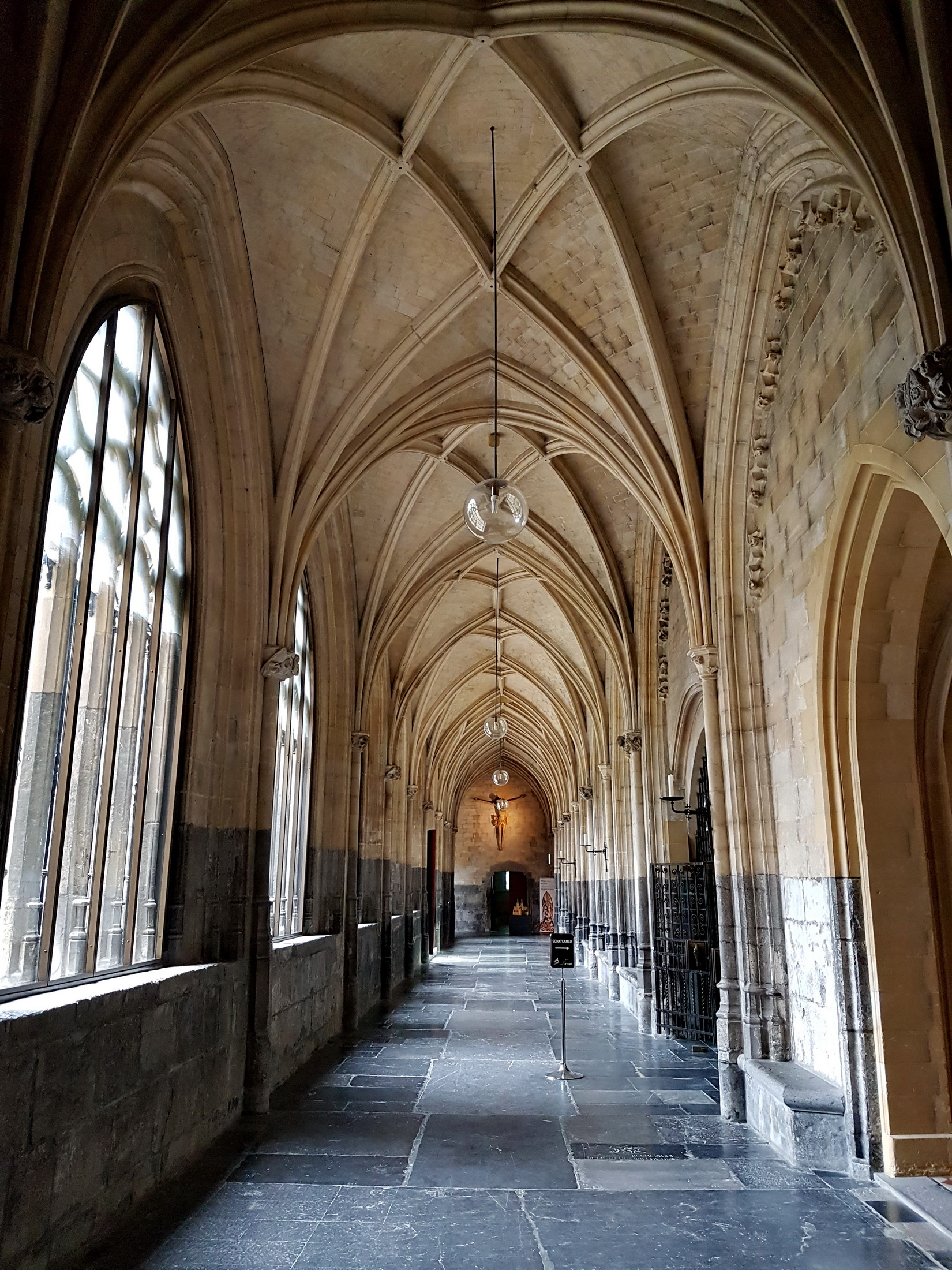
Una galleria del chiostro

## Descrizione

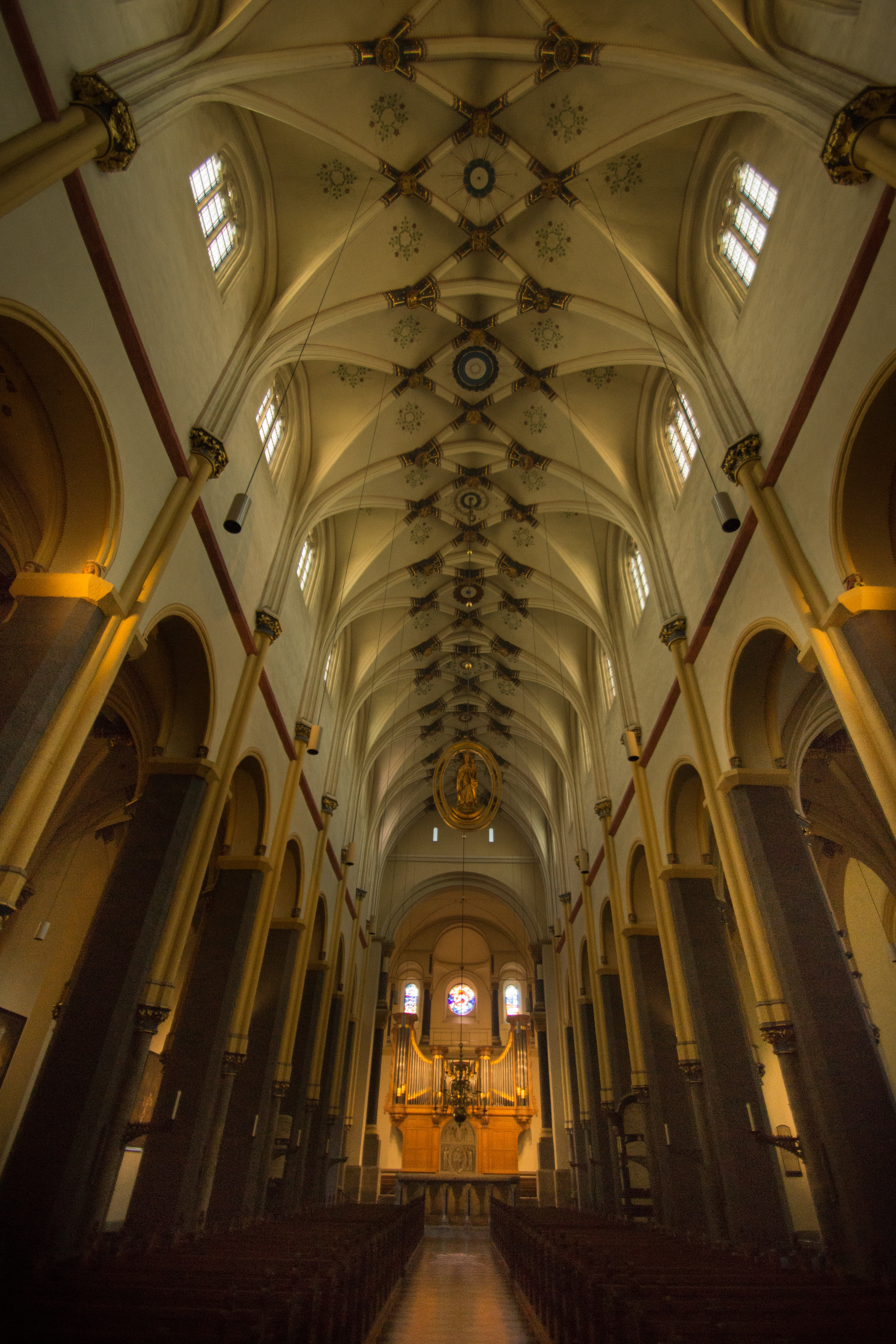
L'interno.

### Esterno
L'abside riprende chiaramente le forme di quella del Duomo di Spira, dove gli imperatori del Sacro Romano Impero venivano seppelliti.
I fianchi presentano i grandi finestroni gotici delle cappelle laterali e sul lato meridionale si apre il Bergportaal, "Portale della Montagna".
A ovest s'impone il possente westwerk affiancato da due torri e sorretto da due imponenti arconi rampanti che, attraversando la strada, legano la struttura alla dirimpettaia prepositura. Sul lato settentrionale si apre il chiostro quattrocentesco che include la sala capitolare del XIII secolo, oggi adibita a Schatkamer, "Tesoro".

#### Bergportaal
Il Portale della montagna, cosiddetto dal fatto che venne ricavato smantellando una piccola collina, venne eretto fra il 1225 e il 1250 in stile gotico francese, influenzato dal portale della Cattedrale di Senlis. I timpani presentano tre scene Dormizione, Assunzione e Incoronazione di Maria. Nei sottarchi sono i Patriarchi, Profeti e i Re d'Israele.
Le sculture vennero ridipinte nell'Ottocento.

### Interno
La chiesa presenta una pianta a croce latina divisa in tre navate, con transetto e coro absidato. L'alzato del piedicroce è ritmato da alte arcate romaniche su pilastri quadrati dai quali paraste costituite da semi-colonnine aggettanti salgono fino a sorreggere le volte gotiche. Il cleristorio è illuminato da una serie di trifore gotiche. A ovest è il corpo del westwerk costituito dal nartece e dalla sovrastante Sala dell'Imperatore, oggi sede dell'organo.
Il coro presenta affreschi ottocenteschi di Alexandre Klaesener raffiguranti il Giudizio Universale secondo San Giovanni. Dall'arco maggiore pende un crocifisso del XVI secolo, mentre due statue lignee medievali sono poste alla sua base: San Servazio che uccide il drago a sinistra, e San Lamberto, ultimo vescovo di Maastricht ucciso a Liegi nel 705, a destra.
Sotto il coro si trova il luogo dove San Servazio venne seppellito nel 384. La cripta venne costruita nel 1050 sopra la sepoltura del decano Humbert.
Nel braccio settentrionale del transetto è il monumento funerario barocco del conte Van den Bergh e della moglie Judoca Walburgis, contessa di Leeuwenstein-Rochefort, opera del 1685 di Johannes Dossier.

## Tesoro

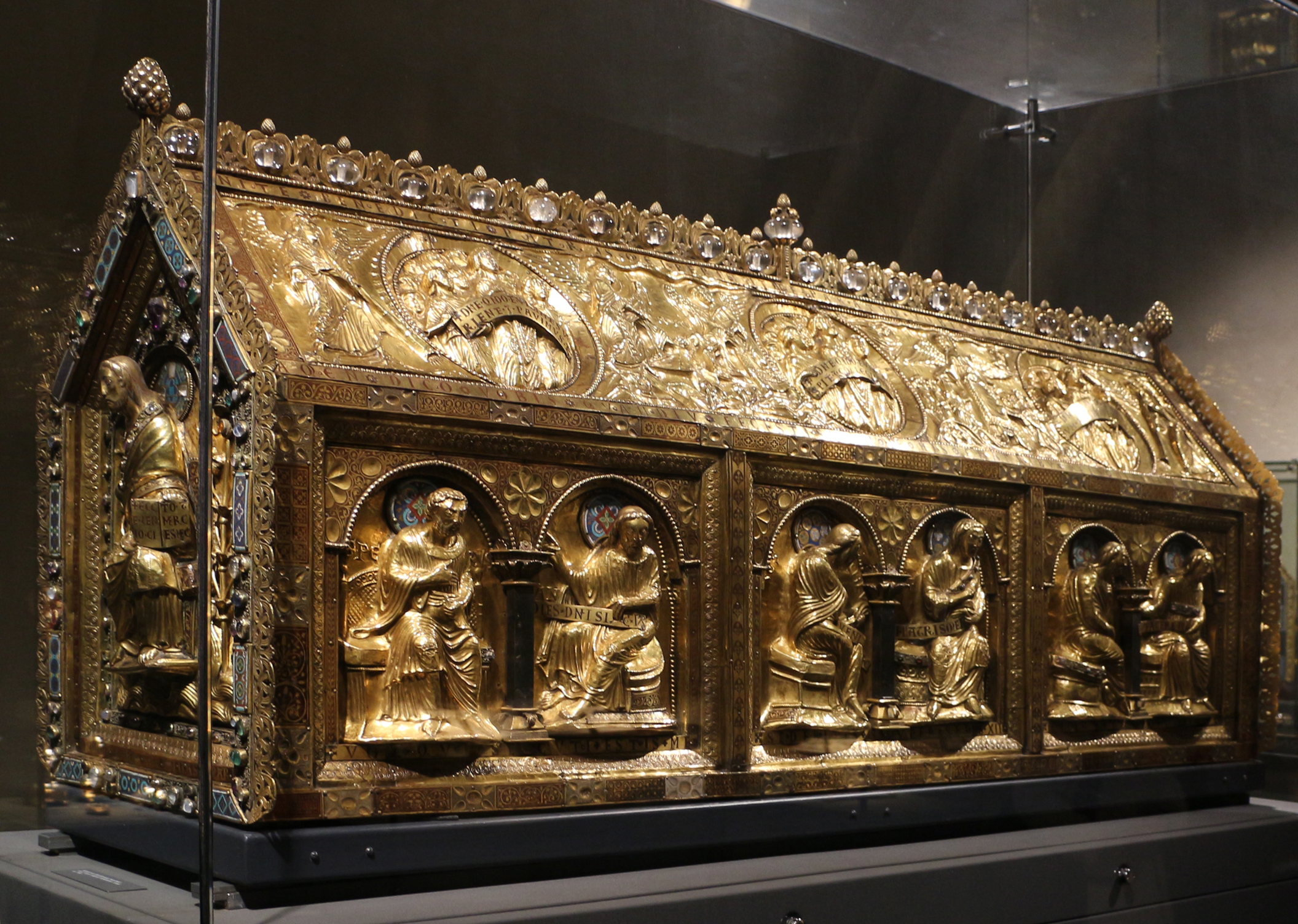
La Cassa di San Servazio, 1160.

Il tesoro della basilica, esposto nel museo collocato nella sala capitolare, accoglie preziosissimi oggetti d'arte mosana. Fra tutti spicca la Cassa di san Servazio, realizzata in rame dorato, smalti, filigrane e pietre preziose nel 1160.

## Misure e dimensioni
| Lunghezza : 85 m                      |
| Lunghezza del transetto: 42,5 m       |
| Altezza delle volte: 21 m             |
| Larghezza della navata centrale: 11 m |
| Lunghezza della navata centrale: 53 m |
| Altezza delle torri: 56 m             |